# NGC 1189
NGC 1189 és una galàxia espiral barrada a aproximadament 105 milions d'anys lum de la Terra a la constel·lació d'Eridà. Va ser descoberta per l'astrònom nord-americà Francis Leavenworth el 2 de desembre de 1.885 amb el refractor de 26" a l'Observatori Leander McCormick.
NGC 1189 ha estès la formació d'estels a través dels seus braços en espiral amb extraordinàriament poca llum estel·lar associada, cosa que crida l'atenció en les imatges a color.
Juntament amb NGC 1190, NGC 1191, NGC 1192 i NGC 1199 forma el Grup Compacte de Hickson 22 (HCG 22) grup de galàxies.
Tot i que es consideren membres d'aquest grup, NGC 1191 i NGC 1192 són de fet objectes de fons, ja que es troben molt més allunyats en comparació amb els altres membres d'aquest grup.